# 39509 Kardashev
39509 Kardashev este un asteroid din centura principală de asteroizi.

## Descriere
39509 Kardashev este un asteroid din centura principală de asteroizi. A fost descoperit pe 22 octombrie 1981 la Observatorul de Astrofizică din Crimeea de Nikolai Cernîh. Asteroidul prezintă o orbită caracterizată de o semiaxă mare de 2,80 ua, o excentricitate de 0,23 și o înclinație de 8,4° în raport cu ecliptica.